# 미나미토시마군

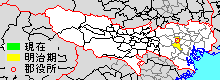
도쿄부 미나미토시마군의 범위

미나미토시마군(일본어: 南豊島郡, みなみとしまぐん)은 도쿄부에 있던 군이다.

## 군역
소멸 당시의 군역은 대체로 시부야구와 신주쿠구의 일부(구 요도바시구 구역인 도쓰카, 니시와세다, 도야마, 오쿠보, 가부키초, 니시신주쿠 서쪽 및 신주쿠의 일부)에 해당한다.

## 역사

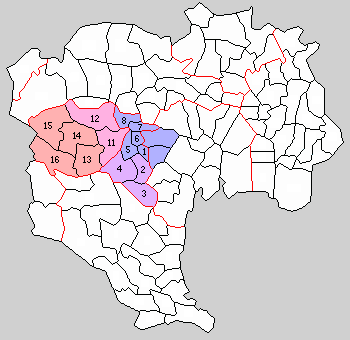
1. 나이토신주쿠정 2. 센다가야촌 3. 시부야촌 4. 요요하타촌 5. 요도바시정 6. 오쿠보촌 7. 도쓰카촌 8. 오치아이촌 (파랑: 신주쿠구, 녹색: 시부야구. 11~16은 히가시타마군)

- 1878년 11월 2일 - 군구정촌 편제법이 도쿄부에서 시행되면서 도시마군의 12정 25촌으로 미나미토시마군 발족.
- 1889년 5월 1일
  - 도쿄시가 발족하면서 일부 구역이 편입됨.
    - 요쓰야구 ← 센다가야촌 일부
    - 우시고메구 ← 와세다촌 일부

  - 정촌제 시행으로 아래 정촌이 발족. (2정 6촌)
    - 나이토신주쿠정(内藤新宿町) (현 신주쿠구)
    - 센다가야촌(千駄ヶ谷村) (현 (시부야구)
    - 시부야촌(渋谷村) (현 시부야구)
    - 요요하타촌(代々幡村) (현 시부야구)
    - 요도바시정(淀橋町) (현 신주쿠구)
    - 오쿠보촌(大久保村) (현 신주쿠구)
    - 도쓰카촌(戸塚村) (현 신주쿠구)
    - 오치아이촌(落合村) ← (현 신주쿠구)
    - 시모오치아이촌의 월경지가 기타토시마군 나가사키촌・다카다촌의 일부가 됨.
- 1891년（明治24年）3월 18일 - 나이토신주쿠정의 일부가 도쿄시 요쓰야구에 편입.
- 1896년（明治29年）4월 1일 - 미나미토시마군과 히가시타마군의 구역으로 도요타마군이 발족. 미나미토시마군 폐지.

## 같이 보기
- 기타토시마군